# Малонемковский сельсовет
Малонемковский сельсовет (белор. Маланямкоўскі сельсавет) — упразднённая административная единица на территории Ветковского района Гомельской области Республики Беларусь. Административный центр — агрогородок Малые Немки.

## История
11 января 2023 года Столбунский, Малонемковский и Яновский сельсоветы Ветковского района Гомельской области объединены в одну административно-территориальную единицу — Столбунский сельсовет, с включением в его состав земельных участков Малонемковского и Яновского сельсоветов.

## Состав
Малонемковский сельсовет включает 5 населённых пунктов:
- Затишье — посёлок
- Иванькин — посёлок
- Малые Немки — агрогородок
- Память — посёлок
- Перелёвка — деревня